# ويليام فرنسيس غراي سوان
ويليام فرنسيس غراي سوان (بالإنجليزية: William Francis Gray Swann)‏ هو فيزيائي أمريكي، ولد في 29 أغسطس 1884 في إنجلترا في المملكة المتحدة، وتوفي في 29 يناير 1962.